# 인간면역결핍 바이러스 관련 지방이상증
인간면역결핍 바이러스 관련 지방이상증(HIV-associated lipodystrophy)은 인간면역결핍 바이러스 (HIV) 감염 및 이에 대한 약물치료에 수반하여 발생하는 피하지방 대사장애다. 항레트로바이러스 요법 (ART, antiretroviral therapy) 수행 이후 발생하는 기대하지 않은 약물 효과로, 지방 조직이 재분포되어 나타나는 증후군이다.

## 병인 및 병리기전
이 증후군의 정확한 병리 기전은 규명되지 않았다. HIV 감염에 대한 약물치료뿐만 아니라, HIV 감염 자체에 의해 지방이상증이 발생할 수 있다.

### 임상 근거: 항레트로바이러스제 투여에 의한 지방이상증
HIV-1 단백질분해효소 억제제(PIs, protease inhibitors)가 지방 대사를 저해하여 지방이상증을 유발한다. 또한, 특정 뉴클레오사이드 유사 역전사효소 억제제(NRTIs, nucleoside reverse transcriptase inhibitors)가 미토콘드리아 독성을 나타내어 지방이상증의 진행에 관여한다.

### 임상 근거: HIV 감염에 의한 지방이상증
HIV-1 감염으로 인해 미토콘드리아 기능 및 지방세포 분화와 관련한 핵심 유전자가 저해되며, 이것이 지방이상증의 표현형으로 나타나는 임상 근거가 마련되었다. 항레트로바이러스제를 투여한 적이 없는 HIV 감염자에서 이러한 증후군이 나타났다.

## 임상 증상
지방의 위축(lipoatrophy)과 축적(lipoaccumulation)의 두 가지 양상으로 나누어 설명할 수 있다. 지방의 위축은 얼굴에서 가장 명확히 나타나며, 이외에 팔다리, 몸통, 엉덩이에서도 관찰할 수 있다. 또한, 지방의 축적은 등과 목 부위에서 주로 일어나 들소형 육봉(버팔로 험프, buffalo hump)와 같은 형태로 나타난다. 또한, 남성과 여성 모두 가슴에 지방이 축적되며, 일시적인 여성형유방(gynecomastia)이 나타난다.

## 관리
적절한 운동 및 식이 조절로 지방 축적을 경감할 수 있다. 또한, 성장호르몬분비호르몬 (GHRH, growth hormone-releasing hormone) 유사체를 사용하여 치료할 수 있다.

## 예후
단백질분해효소 억제제의 중단 이후에도 지방이상증이 역전되지 않았다.